# Blue Cross Arena
Pour les articles homonymes, voir BCA.
La Blue Cross Arena ou The Blue Cross Arena at the War Memorial (auparavant Rochester Community War Memorial) est une salle omnisports située à Rochester, dans l'État de New York.
Ses locataires sont les Americans de Rochester de la Ligue américaine de hockey, les Knighthawks de Rochester de la National Lacrosse League, les Razorsharks de Rochester de la Premier Basketball League et les Raiders de Rochester de la Continental Indoor Football League. La Blue Cross Arena a une capacité maximum de 12 428 places, dont 11 215 pour le hockey sur glace et le crosse.

## Histoire
La construction de l'arène débuta en 1951 et elle fut inaugurée le 18 octobre 1955 sous le nom de Rochester Community War Memorial, son coût s'éleva à 7.5 millions de dollars.
Le 13 mars 1996, des travaux de rénovation et d'agrandissement sont lancés, le coût du projet est estimé à 41 millions de dollars et la firme Rossetti Architects est chargée de la conception. Les améliorations comprennent des suites de luxe, une plus grande capacité en sièges et d'autres commodités. Le 24 juillet 1998, Blue Cross Blue Shield et les représentants de la ville annoncent que le bâtiment sera renommé Blue Cross Arena at the War Memorial et le 19 septembre, la salle est rouverte au public.

## Événements
- NBA All-Star Game 1956, 24 janvier 1956
- Championnats d'Amérique du Nord de patinage artistique 1957
- Championnats d'Amérique du Nord de patinage artistique 1965
- American Bowling Congress tournament finals, 1966
- Skate America 1983
- WWF in Your House 14: Revenge of the 'Taker, 20 avril 1997
- Match des étoiles de la National Lacrosse League, 1999
- 2007 NCAA Men's Division I Ice Hockey East Regional, 23-24 mars 2007
- CIFL Indoor Championship Game, 28 juillet 2007
- Atlantic Hockey tournaments, 2007, 2008 et 2009

## Galerie

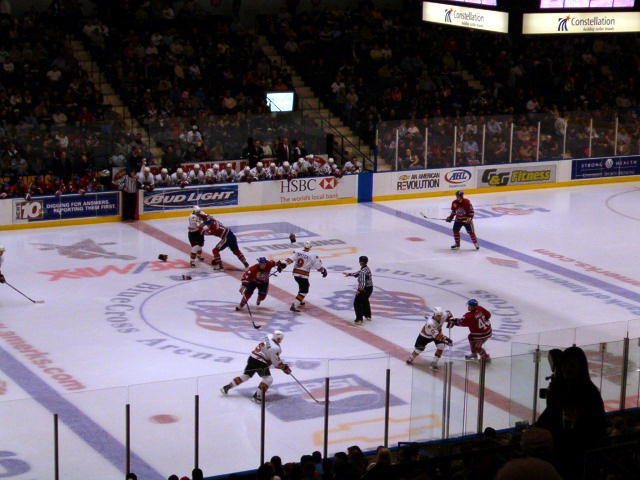